# Рубль Польского банка
Рубль Польского банка или польский рубль — номинированные в российских рублях банкноты, выпускавшиеся Польским банком с 1841 до 1866 года и имевшие хождение на территории Царства Польского. Рубль был равен 6⅔ злотого (1 злотый = 15 копеек). В 1917 году на смену рублю приходит марка.

## История
Польский банк выпускал номинированные в рублях банкноты (1, 3, 10 и 25 рублей) в 1841—1866 годах. Одновременно на территории Польши имели хождение российские общегосударственные кредитные билеты, которые принимались во все виды платежей, в отличие от билетов Польского банка, являвшихся законным средством платежа только на территории самой Польши. Одновременно на Варшавском монетном дворе выпускались три типа монет: монеты с двойным обозначением номинала (до 1850 года), билонные злотые и гроши (до 1865 года), российские монеты общегосударственного образца с указанием монетного двора (до 1865 года). Таким образом, счёт на злотые и гроши вместе с номинированными в них монетами сохранялся как минимум до 1865 года.
В 1866 году была произведена унификация денежного обращения на территории Российской империи, Польский банк прекратил эмиссию своих билетов, на территории Царства Польского стали выпускаться только банкноты общероссийского образца.